# Limbi uralo-altaice

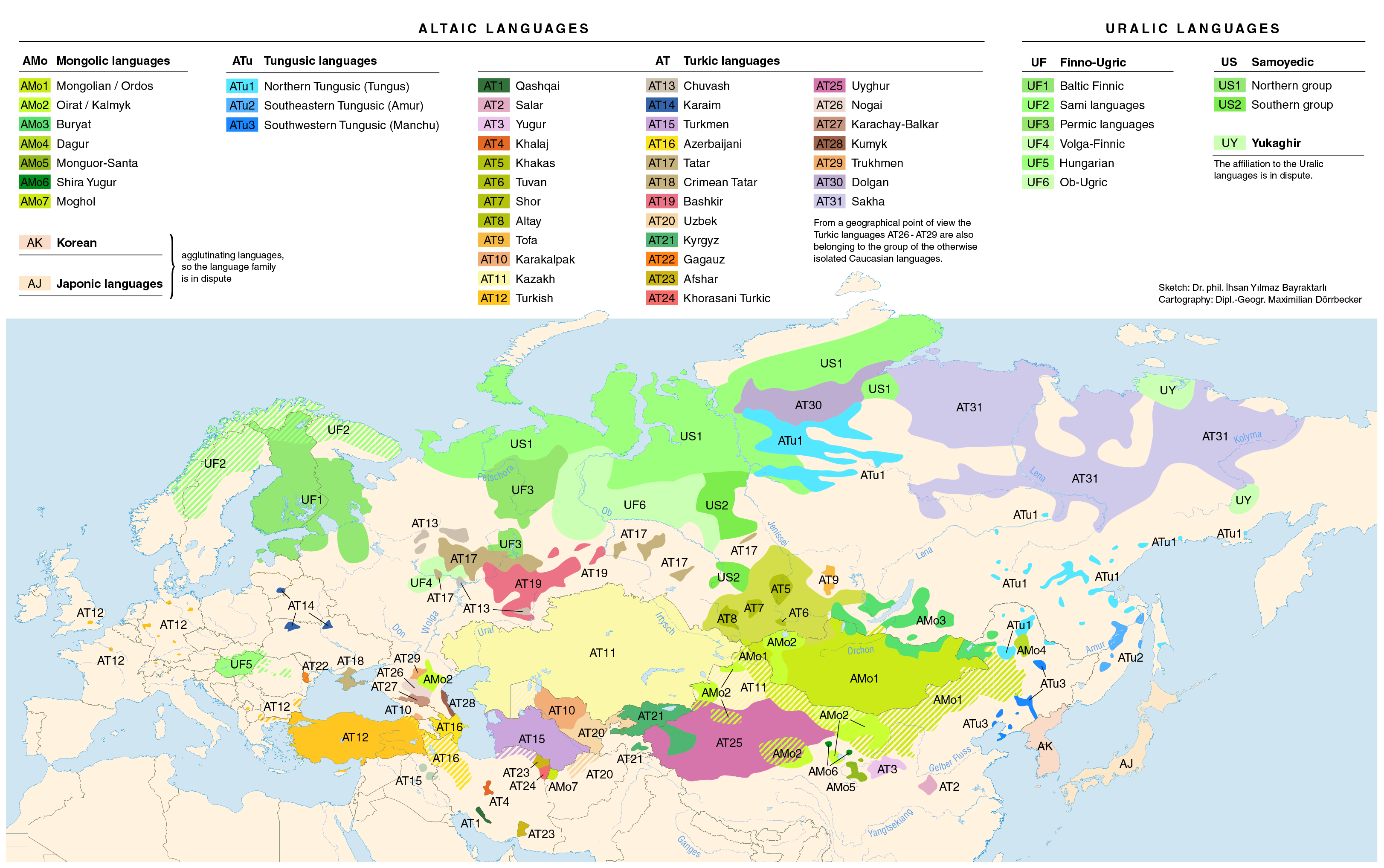
Harta limbilor uralo-altaice

Familia limbilor uralo-altaice reunește limbile uralice și limbile altaice. Nu toți cercetătorii sunt de acord că aceste două grupuri de limbi se înrudesc, deși prezintă anumite caracteristici comune - sunt în general limbi aglutinante, cu armonie vocalică. Aceste caracteristici comune ar putea avea ca origine contactul îndelungat dintre popoarele vorbitoare de limbi uralice și altaice.